# Pont Sobieski
Pour les articles homonymes, voir Sobieski.
Construit sous le règne de Léopold II, le pont Sobieski, également appelé pont Colonial, témoigne de l’urbanisme de Laeken avant la Première Guerre mondiale. C’est dans ce contexte que le roi fit aménager un parc (le parc de Laeken) sur des terrains qu’il venait de racheter à l’État. Le pont Sobieski permettait le passage rapide entre ce parc et les nouveaux quartiers de Laeken.
Ce pont à trois travées a une longueur totale de 31 m. Les appuis extrêmes sont matérialisés par deux culées en pierre ; chaque appui intermédiaire est assuré par une rangée de 4 fines colonnes en fonte. La structure du tablier métallique est constituée d’un réseau net de poutres longitudinales et transversales assemblées par rivetage. Un réseau « primaire », constitué de poutres (4 long. et 9 transv.) d’une hauteur de 75 cm et distantes de 3 m, repose directement sur les appuis. Un réseau « secondaire », dont les poutres ont une hauteur de 30 cm et sont distantes de 1,5 m, est placé sur le réseau « primaire ». Tous les assemblages sont réalisés par rivetage.

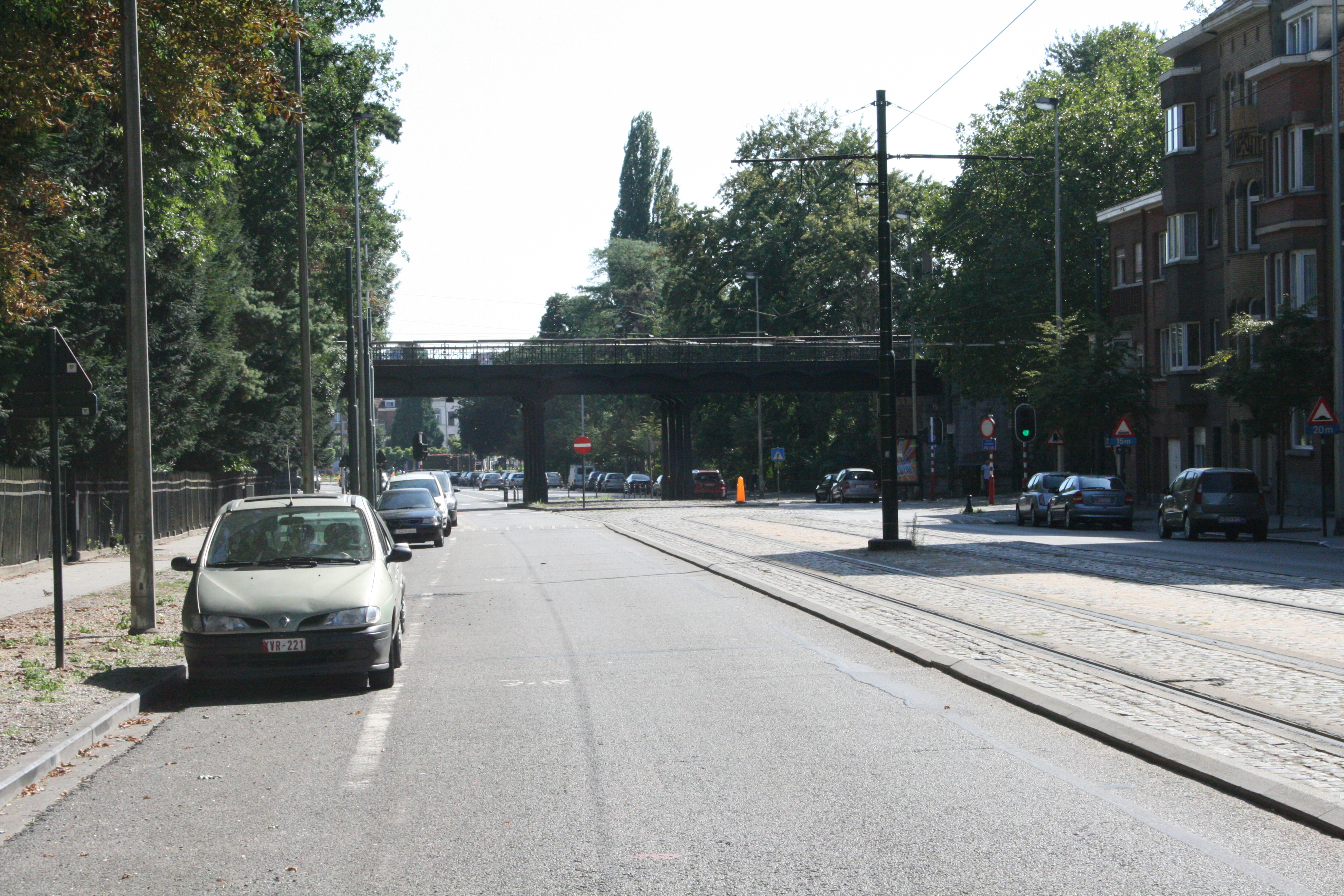
Pont Sobieski
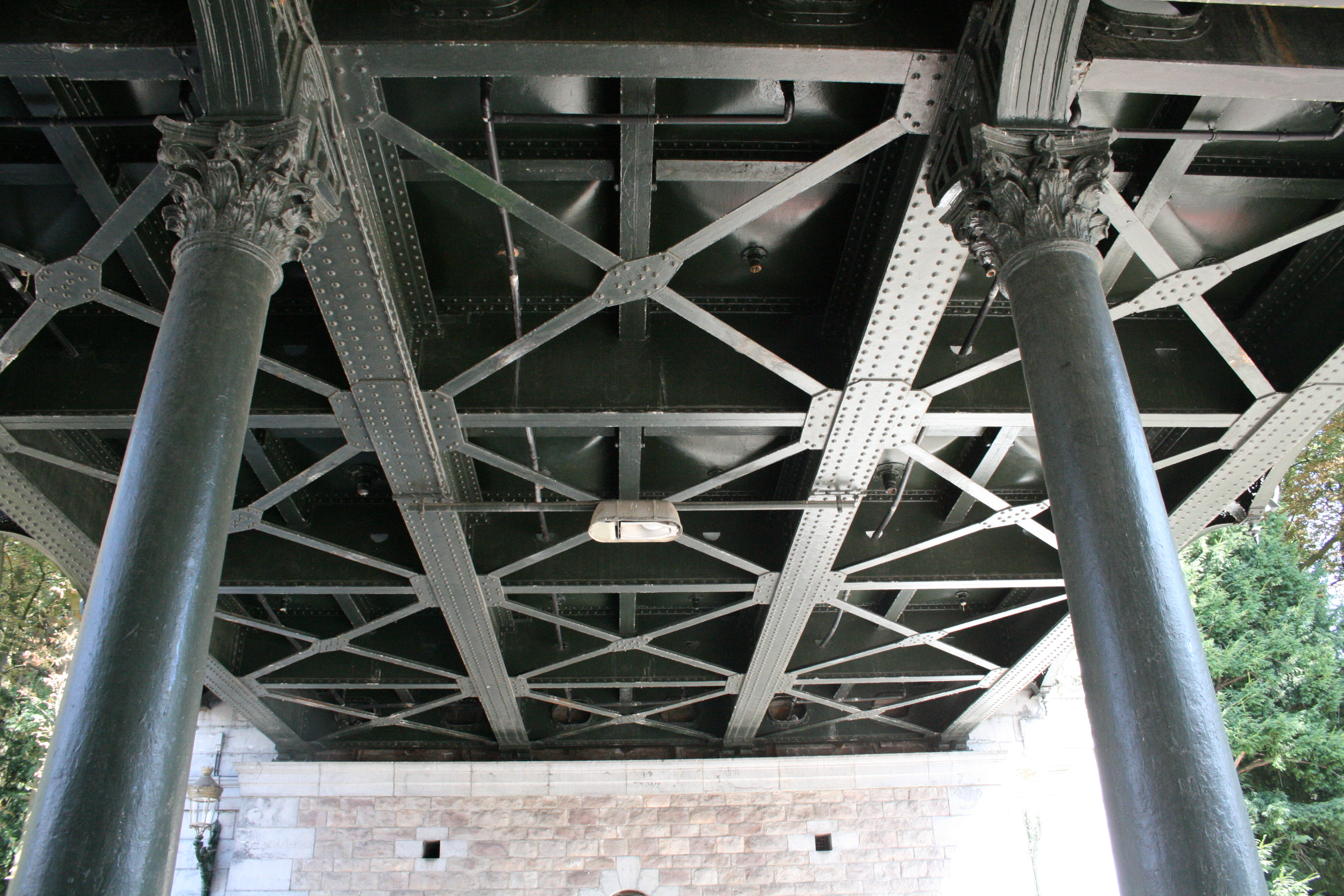
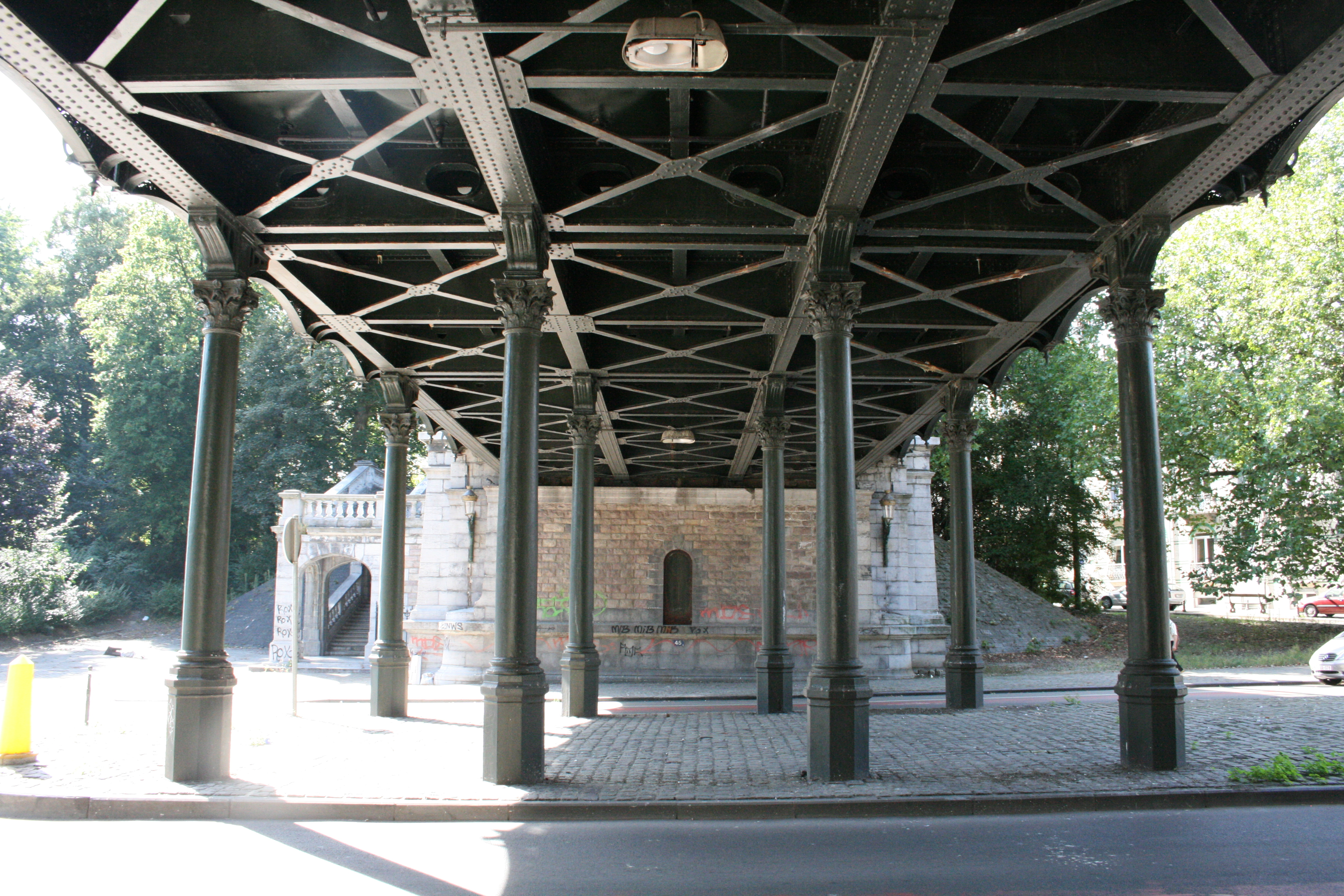
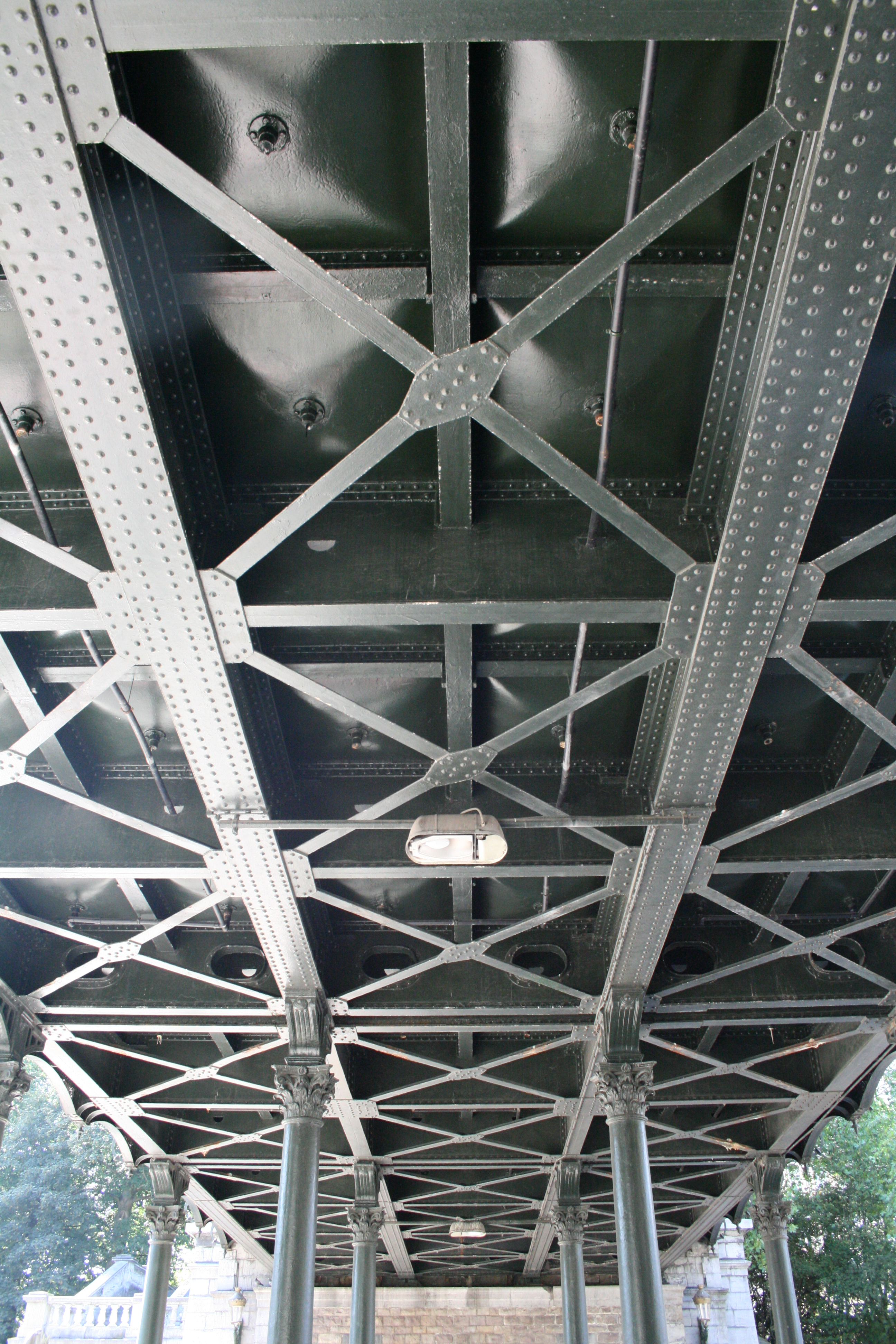